# Vichtbach
Der Vichtbach oder die Vicht, im Oberlauf Grölisbach, ist ein  knapp 23 km langer grobmaterialreicher, silikatischer Mittelgebirgsbach in der Städteregion Aachen, der Roetgen von Südwest nach Nordost und Stolberg (Rhld.) von Süd nach Nord durchfließt und dann von rechts in die Inde mündet.

## Geographie

### Verlauf
Der Vichtbach entspringt als Grölisbach in Roetgen in der Nähe der B 258 beim ehemaligen Roetgener Bahnhof. In Roetgen beginnt der Talverlauf des Vichtbachs, welcher der größte Bach des Gemeindegebietes ist. Er umfließt die Roetgener Ortsteile Rott und Mulartshütte.
Der Vichtbach fließt dann in nördlicher Richtung durch die Stolberger Stadtteile Zweifall und Vicht sowie durch die gesamte Stolberger Innenstadt. Im Norden des Stadtgebiets bei Steinfurt/Velau, kurz vor der Stadtgrenze zu Eschweiler, mündet er von rechts in die Inde.

### Zuflüsse
In Roetgen fließen von rechts Roetgenbach, Schleebach und Dreilägerbach zu (nachdem dieser aus der Dreilägerbachtalsperre austritt), die alle in der so genannten „Roetgener Mulde“ ihr Quellgebiet haben. Ab der Einmündung des Roetgenbaches heißt der Grölisbach Vichtbach.
In Rott fließt von rechts der Lensbach zu, in Mulartshütte der Rommerichsief. Bei Zweifall fließt von rechts der Vollerbach zu, im Ort der Hasselbach. In Münsterau mündet von rechts die Eigertsief en. In Vicht kommen zwei kleinere Zuflüsse zur Linken dazu, und am Ortsende fließt von rechts der Abach (Fischbach) zu. Bei Nächtigällchen mündet von rechts der Mausbach ein, bei Binsfeldhammer der Rüstbach.
| Stat. in km | Name                         | GKZ       | Lage   | Länge in km | EZG in km² | MQ in l/s |
| ----------- | ---------------------------- | --------- | ------ | ----------- | ---------- | --------- |
| 022,470     | Weserbach / Weserbachstollen | 28244-12  | rechts | 006,0210    | 0006,4890  | 0127,910  |
| 021,4180    | Roetgenbach                  | 28244-14  | rechts | 001,5620    | 0002,030   | 0038,560  |
| 021,0320    | Schleebach                   | 28244-16  | rechts | 004,1140    | 0003,5520  | 0065,650  |
| 020,6690    | Dreilägerbach                | 28244-2   | rechts | 006,8030    | 0021,3740  | 0202,290  |
| 016,3520    | Lensbach                     | 28244-4   | rechts | 005,2910    | 0005,0090  | 0080,680  |
| 015,1390    | Romerichsief                 | 28244-52  | rechts | 002,0590    | 0001,1790  | 0016,970  |
| 013,2990    | Vollerbach                   | 28244-54  | rechts | 002,4910    | 0002,1970  | 0030,2000 |
| 012,3460    | N.N.                         | 28244-56  | rechts | 001,1070    | 0000,6110  | 0007,670  |
| 011,750     | Rosentalbach                 | 28244-57? | rechts | 000,8000    |            |           |
| 011,5260    | N.N.                         | 28244-58  | links0 | 001,0950    | 0000,650   | 0007,570  |
| 010,8240    | Hasselbach                   | 28244-6   | rechts | 007,8960    | 0017,540   | 0254,120  |
| 008,9140    | Eigertsiefen                 | 28244-72  | rechts | 003,9030    | 0003,3070  | 0037,8000 |
| 007,9180    | N.N.                         | 28244-74  | links0 | 001,4920    | 0000,3000  | 0003,110  |
| 007,040     | A-Bach                       | 28244-8   | rechts | 004,3740    | 0005,9230  | 0066,190  |
| 006,6250    | Mausbach                     | 28244-92  | rechts | 001,2270    | 0001,7580  | 0020,5000 |
| 004,8860    | Rust- bzw. Rüstbach          | 28244-94  | links0 | 002,4110    | 0005,9070  | 0071,360  |
| 004,170     | N.N.                         | 28244-96  | rechts | 000,7140    | 0001,2590  | 0013,3000 |

Anmerkungen zur Tabelle
1. ↑  Gewässerkennzahl, in Deutschland die amtliche Fließgewässerkennziffer mit zur besseren Lesbarkeit eingefügtem Trenner hinter dem Präfix, das einheitlich für den allen gemeinsamen Vorfluter Vichtbach steht.
2. ↑  Eigenmessung auf ELWAS
3. ↑  Auch Fischbach genannt

## Hochwasser
Die Begradigung des Vichtbachbettes wurde in der Stolberger Innenstadt in den 1960er Jahren abgeschlossen, nachdem zuvor gerade die Stolberger Altstadt unter Überschwemmungen zu leiden hatte. Erdablagerungen und Pflanzen werden jährlich bzw. auf Anforderung durch die Stadt Stolberg, durch den Wasserverband Eifel Rur WVER entfernt.

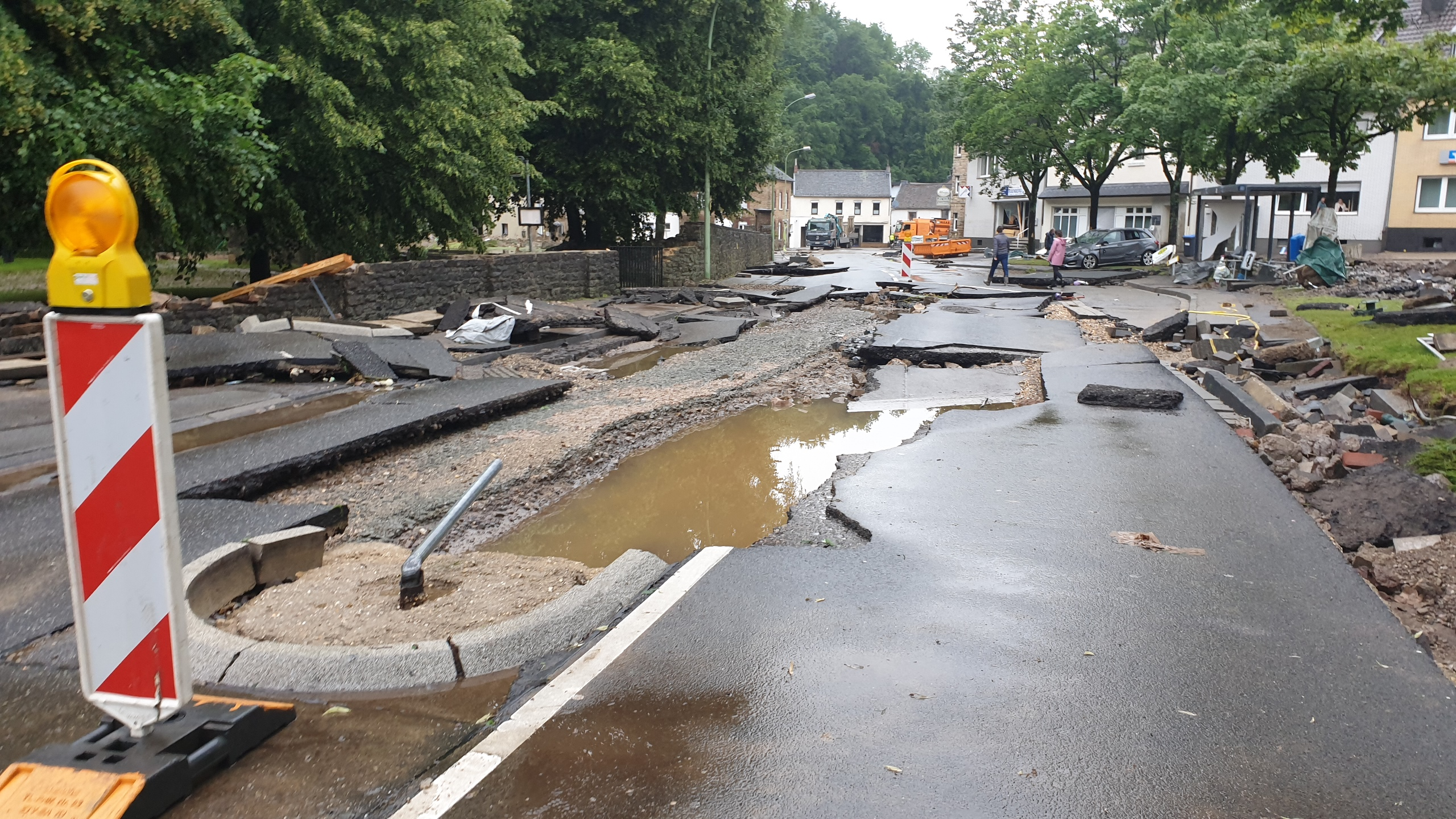
Hochwasser 2021

Hochwasser in West- und Mitteleuropa 2021:

Auf Grund langer Niederschläge mit einer Niederschlagsmenge von 200 mm innerhalb von 24 Stunden im Einzugsgebiet des Vichtbachs stieg am 14. Juli 2021 dessen Wasserstand massiv und plötzlich an, danach auch der der Inde. Die Flutwelle des Vichtbaches traf die Dörfer Zweifall und Vicht extrem und zerstörte große Teile der Dorfstrukturen. Auch die Stadt Stolberg wurde vom Hochwasser extrem getroffen. Flussabwärts (hinter Stolberg) mündet der Vichtbach in die Inde. Diese überflutete in ihrem weiteren Verlauf dann die komplette Innenstadt von Eschweiler. Entgegen ersten Meldungen war die Dreilägerbachtalsperre, die einen der vier Quellbäche des Vichtbachs aufstaut, keine Ursache des Hochwassers, konnte aber nur die erste Hochwasserwelle zurückhalten.
Das LANUV betreibt in der Vicht vor der Ortschaft Mulartshütte einen Pegel.

## Ökologie

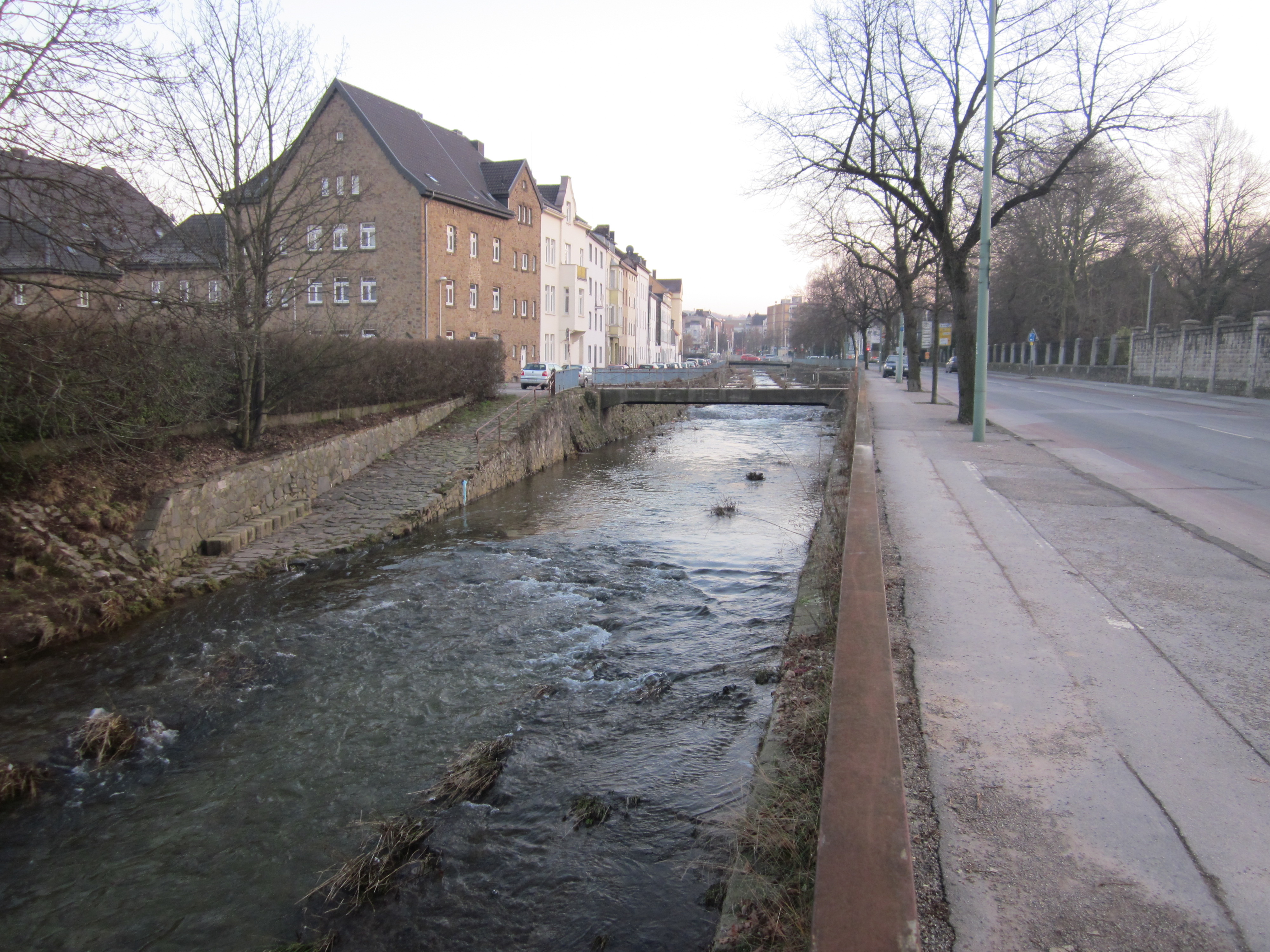
Vichtbach zwischen Unterstolberg und der Einmündung in die Inde (Januar 2011)

In der Vergangenheit kam es hinter den Stolberger Werken Mäurer & Wirtz und Prym an der Zweifaller Straße zu Verunreinigungen des Vichtbachs. Heute hat der Vichtbach in seinem gesamten Verlauf die Gewässergüteklasse II (mäßig belastet). 1972 bis 1981 wies er oberhalb der Stolberger Werke noch die Güteklasse II-III und unterhalb die Güteklasse III-IV auf.

## Wasserkraft
Die Wasserkraft des Vichtbachs nutzten in Mulartshütte die gleichnamige eisenverarbeitende Hütte, in Vicht die Reitmeister und in Stolberg die Kupferhöfe der Kupfermeister.